# Johann Schwarzhuber
Johann Schwarzhuber  (29 de agosto de 1904 en Tutzing, Oberbayern, 3 de mayo de 1947 en Hameln) fue un policía nazi. Miembro de las SS, y, como tal, participe del genocidio cometido en campos de concentración y exterminio en la Europa de la Segunda Guerra Mundial.

## Biografía
Johann Schwarzhuber nació el 29 de octubre de 1904 en Tutzing, Alemania. Se casó en 1936 y fue padre de dos niños. El 8 de abril de 1933, se une al partido Nazi (miembro: 1929969) y a las SS (miembro: 142388). El 5 de mayo de 1933, se convierte en miembro de la guardia del campo de concentración de Dachau. En 1935, asciende al grado de Blockfuhrer y , más tarde, al grado de Rapportfuhrer en Dachau. El 1 de septiembre de 1939, el día de la invasión alemana a Polonia, Schwarzhuber es transferido al campo de concentración de Sachsenhausen donde ocupa la posición de Kommandofuhrer.
El 1 de septiembre de 1941, Schwarzhuber es enviado al campo de exterminio de Auschwitz, donde es nombrado a la cabeza de un subcampo. Del 22 de noviembre de 1943 a noviembre de 1944, Schwarzhuber es el oficial responsable del campo de hombres de Auschwitz-birkenau. Es en este momento donde crea un grupo de música para el campo, formado por prisioneros, el cual es el encargado de tocar sus canciones preferidas.
El 11 de noviembre de 1944, es enviado al campo de concentración de Dachau, donde es asignado a un subcampo. El 12 de enero de 1945, es enviado al campo de Ravensbruck, donde trabaja hasta la disolución del campo en abril de 1945. Entre sus responsabilidades estaban nombrar las ejecuciones y los exterminios en las cámaras de gas.
Schwarzhuber fue arrestado por el ejército Británico y condenado a muerte el 3 de febrero de 1947 (juicios de Ravensbrück).  Johann Schwarzhüber fue ejecutado en la horca en Hamelín el 3  de mayo de 1947.